# Фатх-Алі Шах Каджар
Фатх-Алі Шах Каджар (*25 вересня 1772 — 23 жовтня 1834) — шах Ірану в 1797—1834.

## Життєпис

### Молоді роки
Походив з династії Каджарів. Син Хусейн-кулі-хан, брата очільника каджарів Ага-Мохаммед-хана. Народився у 1772 році, отримавши ім'я Баба-хан. Замолоду брав участь у військових походах свого стрийко Ага-Мухаммада-хана і вважався непоганим воєначальником. Ще за життя той оголосив його своїм спадкоємцем. Проте після смерті Ага-Мухаммад-шаха 1797 року серед його військ почалися сум'яття і безладдя. Хани і вожді племен поспішно роз'їхалися в свої володіння, ополченці розбіглися.
Сам Фатх-Алі в момент вбивства дядька знаходився в Ширазі. Отримавши звістку про його смерть, він поспішив до Тегерана й після короткої боротьби з іншими претендентами був повсюдно визнаний шахом під іменем Фатх-Алі

### Панування
Влада над країною нового шаха спочатку залишалася багато в чому номінальною. У більшості провінцій вона перебувала в руках місцевих ханів, які вели себе цілком незалежно і не поспішали зі сплатою податків. Боротьба з непокірними затягнулася до 1798 року.
Після цього Фатх-Алі оселився в Тегерані і дуже рідко залишав свою столицю. Він не був войовничим людиною і намагався ухилятися від участі у війнах. Водночас поринув у розваги. За свідченням сучасників Фатх-Алі відрізнявся надзвичайним жінколюбством і плодовитістю. Гарем займав чільне місце при дворі. Разом з тим опікувався зміцненням центральної влади шаха. Для піднесення свого статусу наказав створити нові шахські регалії: сонячний престол (Тахт-е Хуршид) та трон Надері (Тахт-е-Надери), а також корону Кіани.
Займаючись внутрішніми справами, шах не зміг протидіяти загарбницькій політиці Російської імперії, яка зуміла в 1801 захопити царство Картлі і Кахетії, яке до того перебувала в залежності від Ірану. У 1804, коли російські війська зайняли Гянджу та приєднали Гяндинське ханство, шах оголосив Росії війну. Але незабаром з'ясувалося, що іранська армія далеко поступається за своєю боєздатності російській. Того ж року іранці двічі зазнали поразок у битві при Єревані.
Після цього в 1805 російське підданство прийняли хани Шеки, Ширвану і Карабаху, султан Шурагелі. У 1806 року до складу Росії увійшли Дербентське, Бакинське та Кубинське ханства. Іран опинився в складній ситуації. Тому взимку 1806—1807 укладено Узун-Кіліське перемир'я.
В травні 1807 Фатх-Алі вступив в антиросійський союз з Наполеоном I, імператором Францією. За домовленістю з останнім до Тегерану прибула французька військова місія на чолі з генералом Гардані. Вона зайнялася організацією регулярних військ (піхоти і артилерії) за європейським зразком. Проте невдовзі було укладено Тильзітський мир між Францією та Росією, інструктори залишили Іран.
У 1808 військові дії між Іраном і Росією поновилися. Але того ж року у битві при Ечміадзіні іранське військо зазнало нової поразки. Також було втрачено Нахічевань, а Єреван опинився в облозі.
Невдачі у війні призвели до розриву з Францією та відновлення союзу з Великою Британією у 1809 році. Того ж року в Ірані з'явилися британські інструктори. У країну стали надходити англійське зброю і грошові субсидії. У травні 1810 року армія шахзаде Аббас-Мірзи вдерлася до Карабаху, проте тричі зазнала поразки.
У 1812 шах став схилятися до укладання мирного договору з Російською імперією, але в цей час до нього прийшла звістка про початок війни Франції з Росією. Проте військо шаха в жовтні того ж року зазнало нищівної поразки у битві при Асландузькому броді, що призвело до укладання Ґюлістанського мирного договору, за яким Іран втратив східну Грузію та практично увесь Азербайджан, відмовилася від прав на Дагестан, надала дозвіл Росії тримати на Каспійському морі власний військово-морський флот.
Разом з тим у 1805-1816 намагався підкорити Герат, проте зустрів шалений спротив. У 1818 нова спроба військ шаха на чолі із Мохаммедом-Валі-мірзою захопити Герат зазнала невдачі.
Після закінчення війни з Росією та невдач у війнах з гератцями Фатх-Алі досить прохолодно ставився до реформаторським починанням сина і не хотів витрачати гроші на армію. Аббасу-мірзі доводилося вишукувати їх самому. Єдиної системи набору солдатів не існувало. Війська формувалися шляхом добровільного найму або примусово. Спочатку регулярна армія налічувала 20 тисяч вояків і складалася з 12 полків піхоти, 2 кінних полків і 1 — артилерійського.
У 1821 під час нової османсько-іранської війни іранське військо на чолі із Аббасом-Мірзою продемонструвала зрослі бойові якості. Війна почалася через намагання османського Дауд-паши, правителя Багдаду, відновити контроль над північним Іраком, який тоді контролював Іран. Після перемоги в Іракському Курдистані іранці зайняли Карський пашалик, а потім взяли в облогу Ерзурум. Проте внаслідок епідемії холери вимушені були відступити. 1823 року було укладено Ерзурумський договір, який підтвердив статус-кво.
Натхнений цим, в липні 1826 Аббас-Мірза вплинув на Фатх-Алі-шаха розпочати нову війну з Російською імперією. У перші місяці військових дій, використовуючи факт раптовості, іранці зайняли Ширван, Гянджу і деякі інші міста, але вже у вересні вони були розбиті генералом Паскевичем у битвах при Шамхорі і під Гянджою. В результаті становище Ірану на Кавказі знову погіршилося. У 1827 в облозі опинилася іранська залога в Єревані, який незабаром упав. Того ж року російські війська захопили Тебриз, Маранд, Хой, більшу частину Південного Азербайджану. У 1828 укладено Туркманчайський мирний договір, за яким до втраченого за Гюлістанським договором Іран поступився Росії Еріванським та Нахічеванським ханствами.
Важкі поразки призвело до ослаблення центральної влади, низка правителів та ханів у східних областях стали фактично напівнезалежними. Після завершення війни з Росії шахські війська приборкали правителів Єзда, Кермана та Хорасана. ція боротьба тривала до самої смерті шаха, але його онук Мохаммед-мірза не зміг захопити повсталий Герат.
Водночас за наказаом шаха після 1828 стали створювати книгу з мініатюрами про війну Ірану з Росією, яка отримала назву «Шаханшахнаме». У 1829 в Тегерані було вбито російського посланця Олександра Грибоєдова. Не бажаючи починати нову з Російською імперією Фатх-Алі-шах відправив до Санкт-Петербургу посланця з великою коштовністю. Конфлікт вдалося владнати.
Своїм спадкоємцем Фатх-Алі оголосив третього сина Аббас-мірзу, двір якого розташовувався в Тебрізі. Цей принц мав неабиякі здібності воєначальника, дипломата і адміністратора і надав батькові значну допомогу в управлінні державою. Проте в 1833 той помер, а невдовзі помер Фатх-Алі-шах. Новим володарем став онук останнього Мохаммед-мірза.

## Родина
Шахський гарем з 800 дружинами і наложницями, з яких 158 жінок народили шахові 1000 дітей. З них досягли зрілого віку 57-60 синів і 46-48 доньок. від останніх народилося 296 онуків та 292 онучок Фатх-Алі.